# 대명 (영화)
《대명》(大命)은 1993년 대한민국의 액션 영화로, 조직폭력배 유지광이 쓴 동명의 회고록을 바탕으로 영화화한 것이다. 김정용 감독이 연출했고, 김지원이 주인공 유지광 역을, 정일모가 이정재 역을 연기했다.

## 출연
- 김지원 - 유지광 역
- 정일모 - 이정재 역
- 이강조 - 김두한 역
- 신우철 - 시라소니 역
- 김학철 - 임화수 역
- 김윤수 - 김동석 역
- 최종원 - 이화룡 역
- 배도익 - 마스 역
- 양현욱 - 이창수 역
- 임주완 - 정팔 역
- 양대천 - 최영철 역
- 이철재 - 곽영주 역
- 김동완 - 이기붕 역
- 이지현 - 쥬리 역
- 홍성영 - 윤철 역

## 기타
- 스크립터: 류희정
- 미술: 조융삼
- 무술팀: 이봉근